# Roccamonfina (vulcano)
Il Roccamonfina è un vulcano, attivo tra 630 000 e 50 000 anni fa, situato in Campania, in provincia di Caserta.
È parte integrante del parco regionale di Roccamonfina-Foce Garigliano, istituito nel 1993, che occupa più di 11 000 ettari nei comuni di Conca della Campania, Galluccio, Marzano Appio, Roccamonfina, Sessa Aurunca, Teano, Tora e Piccilli.

## Descrizione

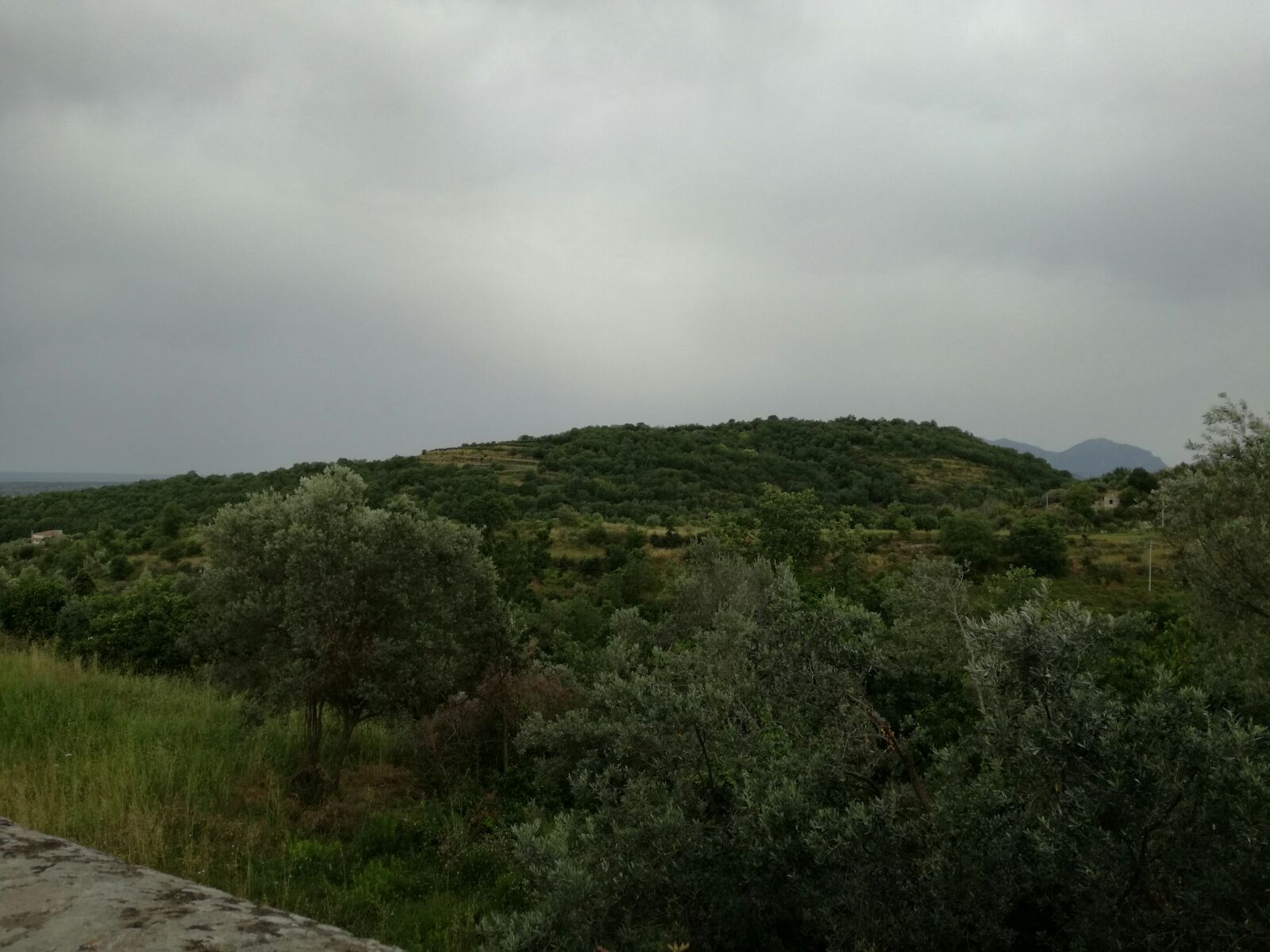
Monte Ofelio, una delle bocche eruttive

Il vulcano nacque nel Pleistocene come stratovulcano nella depressione tettonica del Garigliano, dove la crosta terrestre più sottile favorì la risalita del magma. Inizialmente si aprirono una serie di bocche eruttive, distribuite su un'area di circa 1 000 km2, quindi l'attività effusiva si concentrò nella parte centrale, portando alla formazione di un cono vulcanico di circa 1 800 m di altezza, formato prevalentemente da tefrite e accompagnato da altre bocche eruttive (monte Ofelio verso sud-ovest).
Circa 400 000 anni fa si verificò un collasso del cono vulcanico nel suo settore orientale. Lo sprofondamento portò alla creazione di una caldera, che per qualche tempo fu occupata da un lago vulcanico, durante una fase di quiescenza.
Una seconda fase eruttiva iniziò circa 385 000 anni fa con un'eruzione esplosiva, continuò con altre eruzioni da bocche situate all'interno dell'originaria caldera, proseguendo fino a circa 230 000 anni fa. In seguito si formarono all'interno della caldera più antica altri due coni vulcanici: il monte Santa Croce (1005 m s.l.m.) e il monte Lattani (810 m s.l.m.)
La formazione del vulcano bloccò il corso più antico dei fiumi Volturno e Liri-Garigliano: il primo piegò a sud est, trovando un nuovo corso, corrispondente all'attuale, mentre il secondo, privato di uno sbocco verso il mare, formò un vasto lago (lago Lirino) e trovando solo più tardi (circa 200 000 anni fa) un nuovo passaggio attraverso l'erosione di un settore più debole del margine nella zona di Suio.
Attualmente il vulcano si presenta come un grande cono (circa 25 km di circonferenza alla base) isolato tra i monti Aurunci, la piana e la valle del fiume Garigliano, il massiccio del monte Massico e il monte Maggiore e il Monte Cesima. La caldera centrale presenta un diametro di quasi 6 km ed è parzialmente occupata dai monti Santa Croce e Lattani, separati dal suo perimetro da un solco anulare parzialmente riempito dalle eruzioni successive.
L'antica attività vulcanica, cessata circa 50 000 anni fa, prosegue solo con movimenti sismici, esalazioni gassose e sorgenti termali di acque oligominerali (a Sessa Aurunca, Suio, Francolise e Teano). La fertilità del suolo ha permesso la creazione di fitti boschi di castagni e in passato - alle pendici del vulcano - la produzione di un vino considerato fra i migliori dagli antichi Romani, il Falerno. Sul versante sud-occidentale sono presenti alcuni antichi crateri laterali; a Fontanaradina (frazione di Sessa Aurunca) sono presenti cave di leucite vulcanica. Sul versante nord-orientale i fenomeni di vulcanismo hanno indirettamente provocato l'esistenza delle cosiddette "Ciampate del Diavolo", impronte lasciate da ominidi datate fra i 385 000 e i 325 000 anni fa.

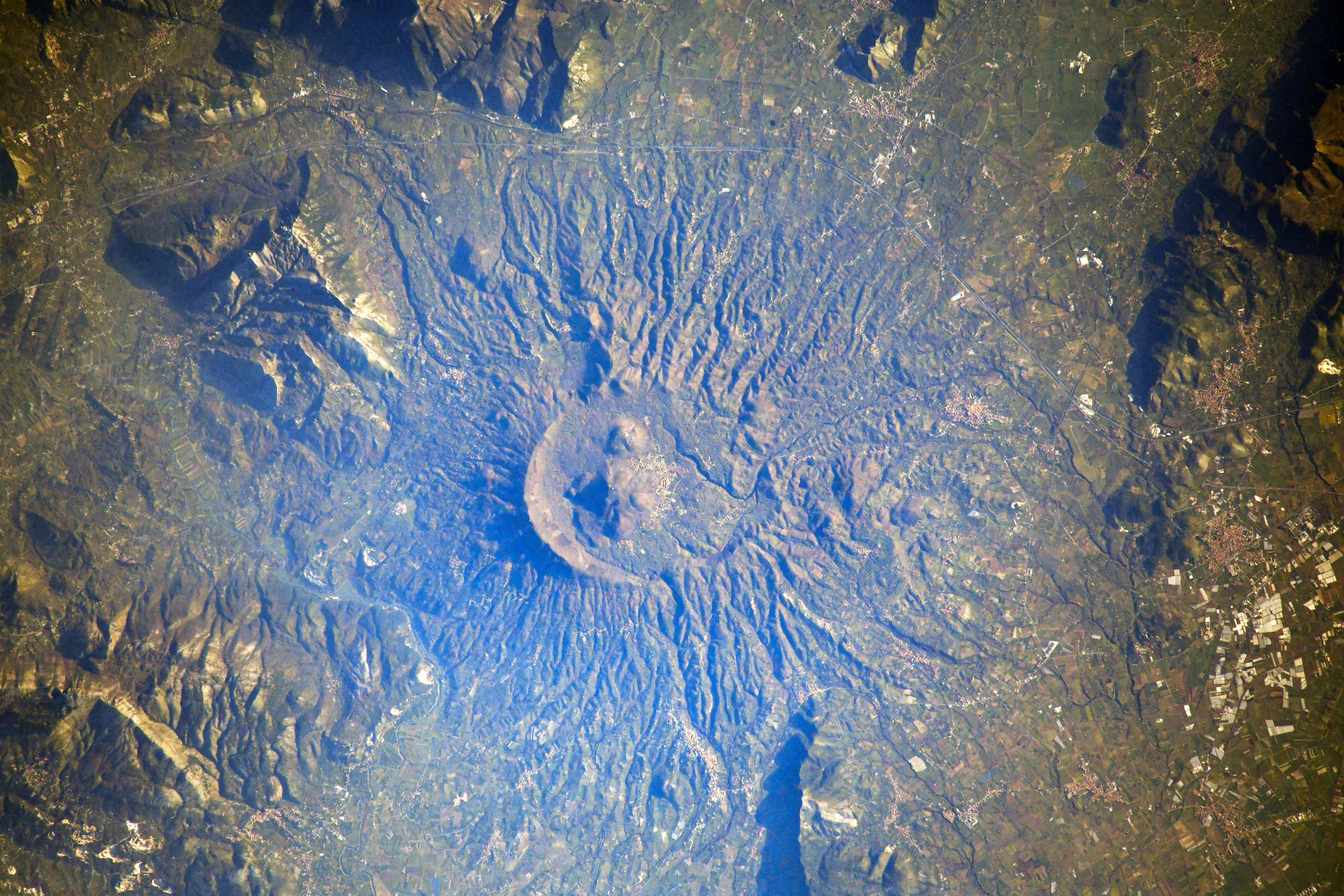
Il vulcano Roccamonfina

Nei dintorni del vulcano sono stati rinvenuti diversi minerali:
- Augite
- Diopside
- Leucite
- Sanidino